# Bahnstrecke Douala–Ngaoundéré
| Der Nachtzug Jaunde–Ngaoundéré |                     |                   |                   |
| Streckenlänge: | 929 km              |                   |                   |
| Spurweite: | 1000 mm (Meterspur) |                   |                   |
| Maximale Neigung: | 16,7 ‰              |                   |                   |
| |                     |                   |                   |
| \| \| 0 \| Douala \| Douala \| \| \| \| nach Kumba \| \| \| \| 17 \| Japoma \| Japoma \| \| \| \| Dibamba \| \| \| \| \| Sanaga-Nordarm \| \| \| \| \| Sanaga-Südarm \| \| \| \| 84 \| Edéa \| Edéa \| \| \| \| Lebnjock-Schlucht \| \| \| \| 151 \| Bidjoka \| Bidjoka \| \| \| 174 \| Éséka \| Éséka \| \| \| 181 \| Njock \| Njock \| \| \| 201 \| Malume \| Malume \| \| \| 219 \| Makak \| Makak \| \| \| 249 \| Otélé \| Otélé \| \| \| \| \| \| \| \| 284 \| Mbalmayo \| Mbalmayo \| \| \| \| \| \| \| \| 3070 \| Yaoundé \| Yaoundé \| \| \| \| Nanga Eboko \| \| \| \| 294 \| Bélabo \| Bélabo \| \| \| 622 \| Ngaoundéré \| Ngaoundéré \| |                     |                   |                   |
| Kopfbahnhof Streckenanfang | 0                   | Douala            | Douala            |
| Abzweig geradeaus und nach links |                     | nach Kumba        | nach Kumba        |
| Dienststation / Betriebs- oder Güterbahnhof | 17                  | Japoma            | Japoma            |
| Brücke über Wasserlauf |                     | Dibamba           | Dibamba           |
| Brücke über Wasserlauf |                     | Sanaga-Nordarm    | Sanaga-Nordarm    |
| Brücke über Wasserlauf |                     | Sanaga-Südarm     | Sanaga-Südarm     |
| Dienststation / Betriebs- oder Güterbahnhof | 84                  | Edéa              | Edéa              |
| Brücke über Wasserlauf |                     | Lebnjock-Schlucht | Lebnjock-Schlucht |
| Dienststation / Betriebs- oder Güterbahnhof | 151                 | Bidjoka           | Bidjoka           |
| Dienststation / Betriebs- oder Güterbahnhof | 174                 | Éséka             | Éséka             |
| Dienststation / Betriebs- oder Güterbahnhof | 181                 | Njock             | Njock             |
| Dienststation / Betriebs- oder Güterbahnhof | 201                 | Malume            | Malume            |
| Dienststation / Betriebs- oder Güterbahnhof | 219                 | Makak             | Makak             |
| Dienststation / Betriebs- oder Güterbahnhof | 249                 | Otélé             | Otélé             |
| Verschwenkung von links · Verschwenkung von rechts |                     |                   |                   |
| Betriebs-/Güterbahnhof Streckenende · Strecke | 284                 | Mbalmayo          | Mbalmayo          |
| Verschwenkung nach rechts |                     |                   |                   |
| Bahnhof | 3070                | Yaoundé           | Yaoundé           |
| Bahnhof |                     | Nanga Eboko       | Nanga Eboko       |
| Bahnhof | 294                 | Bélabo            | Bélabo            |
| Kopfbahnhof Streckenende | 622                 | Ngaoundéré        | Ngaoundéré        |

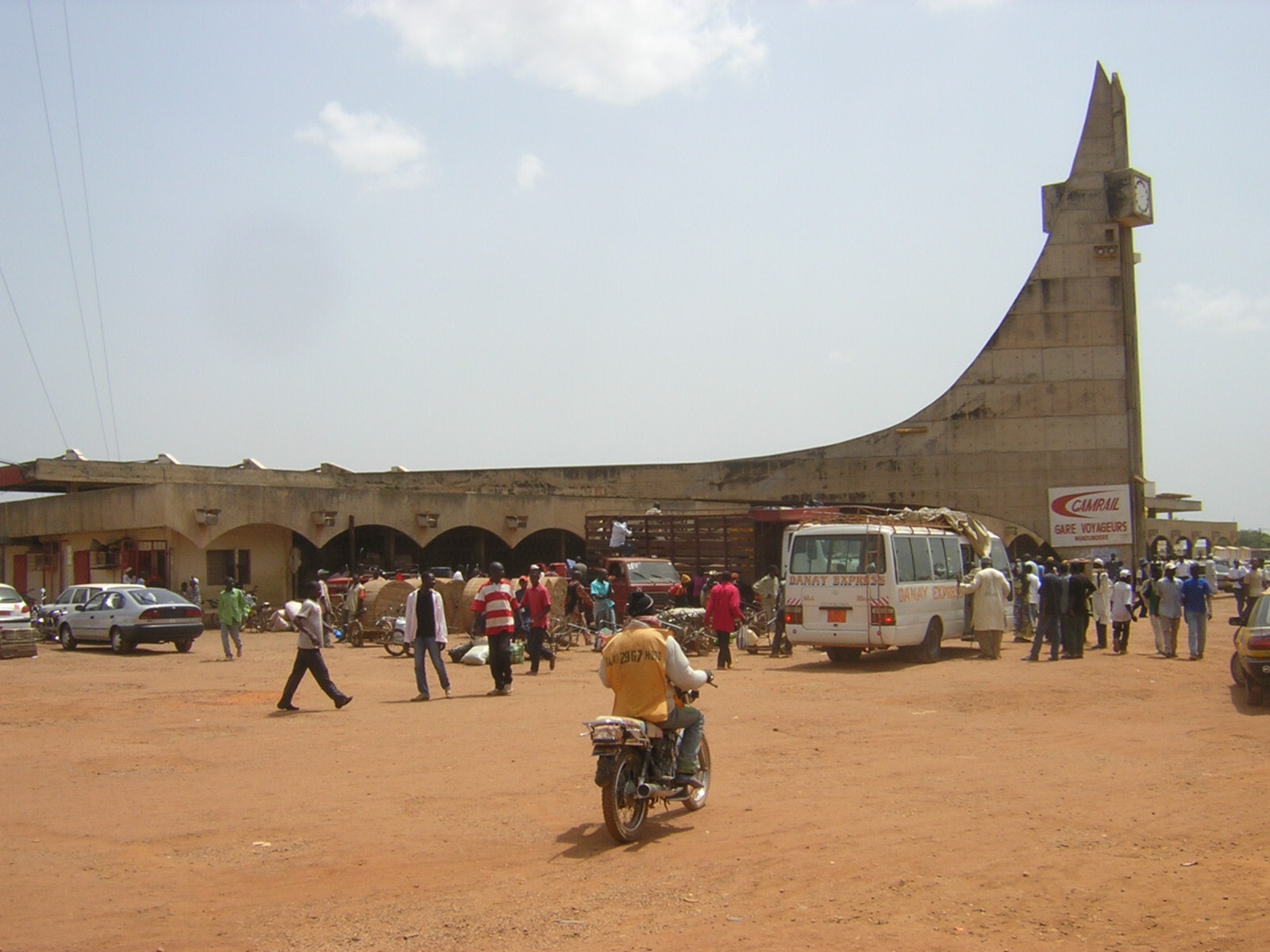
Endbahnhof in Ngaoundéré

Die heutige Bahnstrecke Douala–Ngaoundéré wurde als Eisenbahn von Douala nach Mbalmayo während der deutschen Kolonialherrschaft über Kamerun begonnen und damals Mittellandbahn genannt (in postkolonialer Zeit auch Transkamerunbahn). Sie wurde in Meterspur ausgeführt. Mbalmayo liegt am Njong, der von dort aus auf 250 km schiffbar war und wo es bereits Dampfschiffverkehr gab. Die Bahn wurde auf Staatskosten errichtet. 

## Geschichte
Der Bau begann 1908 in Douala durch die Deutsche Kolonial-Eisenbahn Bau- und Betriebsgesellschaft (DKEBBG). Hinsichtlich der technischen Parameter war die Tanganjikabahn in Deutsch-Ostafrika Vorbild. Bemerkenswert ist die Querung von zwei Armen des Sanaga. Die Brücke über den Südarm musste ohne Stützpfeiler errichtet werden, da der Fluss dort eine Tiefe bis zu 26 m aufwies. Die Spannweite der Fachwerk-Bogenbrücke beträgt 159,60 m. Sie ist damit größer als die der Victoria Falls Bridge über den Sambesi mit 152,40 m. 
Der erste Abschnitt der Strecke bis Edéa wurde 1912 eröffnet, der Betrieb an die DKEBBG verpachtet und firmierte unter Kameruner Eisenbahnen (KE). Der nächste Abschnitt bis Bidjoka ging Ende 1913 in Betrieb, ein weiterer bis Éséka kurz vor Ausbruch des Ersten Weltkriegs 1914. Zu diesem Zeitpunkt befuhren die Bahn 12 Schlepptenderlokomotiven, 4 Tenderlokomotiven, 13 Reisezug-, 2 Gepäck- und 165 Güterwagen. Bei dem Rückzug der deutschen Truppen im Ersten Weltkrieg sprengten diese die Eisenbahnbrücken.
Nach dem Ende des Ersten Weltkriegs kam der überwiegende Teil von Kamerun als Mandatsgebiet an Frankreich, einschließlich aller Eisenbahnstrecken. Die ehemalige Mittellandbahn gehörte nun zur Chemins de fer de Cameroun (CFC). Der Weiterbau des Bahnprojekts Douala–Mbalmayo wurde fortgesetzt, jedoch die Trasse nach Yaoundé (Jaunde) umgeleitet, das 1927 erreicht wurde. Dorthin war der Sitz der Kolonialverwaltung verlegt worden. Der Lückenschluss nach Mbalmayo erfolgte zunächst durch eine Feldbahn der Spurweite 600 mm von Otélé aus. Erst 1933 wurde die Strecke auf Meterspur umgebaut. 
Es kam immer wieder zu Unregelmäßigkeiten bei der Lieferung der Betriebskohle für die Dampflokomotiven, die aus Südafrika bezogen wurden. Wegen dieses Problems war in den 1940er Jahren sogar die Elektrifizierung der Strecke erwogen worden. Zwischen Douala und Yaoundé verkehrten seit 1946 täglich je ein Tag- und ein Nachtzug, wobei der Nachtzug ein Güterzug war, der für den Reiseverkehr Liegewagen mitführte.
Eine bauliche Verbindung zur Bahnstrecke Duala–Nkongsamba kam 1955 über eine 12 km lange Verbindungsbahn und eine 1850 m lange Brücke über den Wouri zustande.
Die Verlängerung der Strecke über 622 km von Yaoundé nach Ngaoundéré war weniger der Versuch, das schon in der französischen Kolonialzeit angedachte Projekt einer Bahn in den Tschad anzugehen, als vielmehr dem dort abgebauten Bauxit geschuldet, das abzutransportieren war. Die Gesamtstrecke ging 1974 in Betrieb, nachdem im Januar desselben Jahres der zweite Abschnitt mit einer Länge von 332 km eröffnet worden war. Zwischen 1975 und 1983 wurde ein Teil der Mittellandbahn im unteren Abschnitt der Strecke, unter anderem mit Hilfe der Kreditanstalt für Wiederaufbau, teilweise neu trassiert, dabei um 48,4 km gekürzt, und die Fahrzeit zwischen Douala und Yaoundé von 9 auf 6,5 Stunden verringert. 
Etwa gleichzeitig wurde ein Intercity-Verkehr zwischen beiden Städten eingeführt. Der Personenverkehr besteht (2011) aus täglich sechs Zügen: zwei Verbindungen zwischen Yaoundé und Douala, eine davon als „Intercity“ klassifiziert, und eine Nachtzugverbindung zwischen Yaoundé und Ngaoundéré mit Schlafwagen.